# Giulio Aristide Sartorio

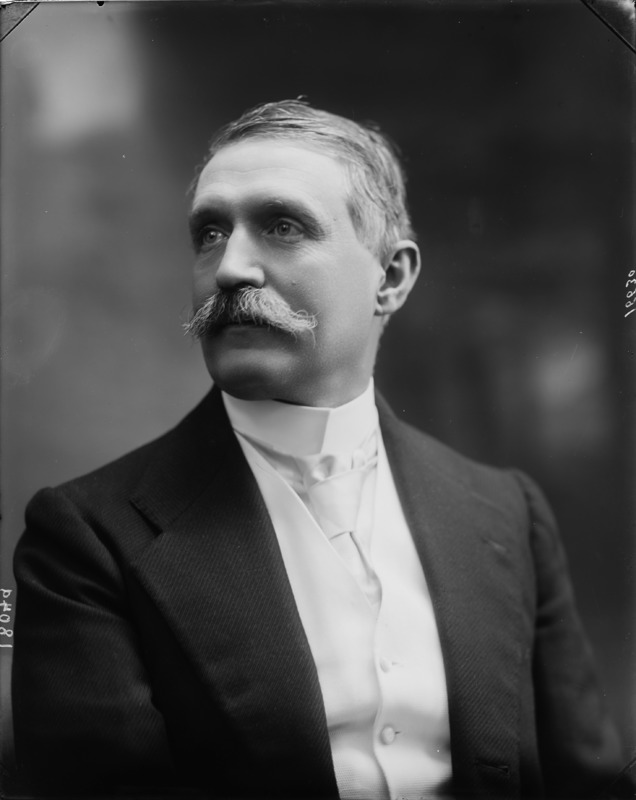
Porträtfoto von Mario Nunes Vais (o. J.)

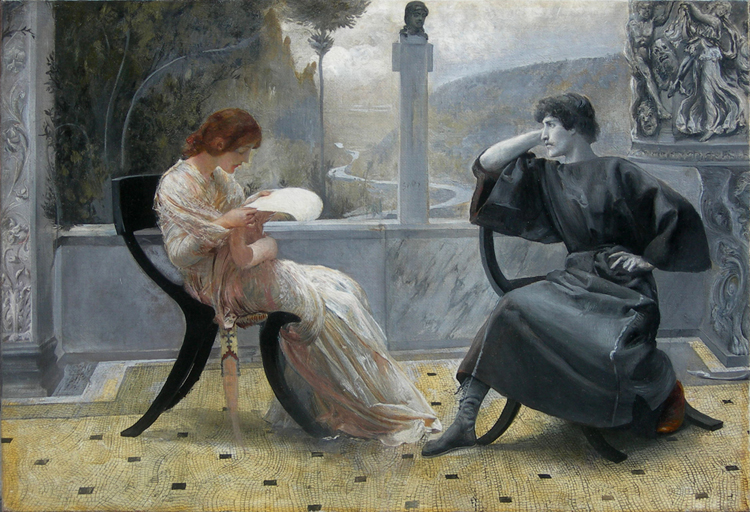
La Lettura (Catullo e Clodia)

Giulio Aristide Sartorio (* 11. Februar 1860 in Rom; † 3. Oktober 1932 ebenda) war ein italienischer Maler, Illustrator, Drehbuchautor und Filmregisseur.

## Leben
Sartorio entstammte einer Künstlerfamilie. Sein Großvater Girolamo hatte sich in Rom auf das Kopieren alter Statuen spezialisiert, und sowohl sein Vater Raffaele Sartorio als auch sein Onkel waren Bildhauer. Die Ausbildung seines malerischen Talents fand in der Familie statt, und 1876 besuchte er sporadisch Kurse an der Accademia di San Luca und von Francesco Pedesti. Er arbeitete dann für das römische Atelier von Luis Álvarez Catalá, der mit Gemälden im spanischen Stil sehr erfolgreich war. Dies ermöglichte ihm 1879 die Eröffnung eines eigenen Studios.
Ab 1882 arbeitete er für die von Antonio Sommaruga geleitete Cronaca bizantina, bei der u. a. Gabriele D’Annunzio, Edoardo Scarfoglio, Giosuè Carducci und Francesco Paolo Michetti veröffentlichten. Bei der Internationalen Kunstausstellung in Rom 1883 wurde er mit dem Gemälde Malaria bei der Kunstkritik und dem Publikum bekannt. 1884 reiste er nach Frankreich, um dort die Dekorationen aus dem 18. Jahrhundert in Fontainebleau und Versailles zu studieren.
Die zweite Hälfte der 1880er Jahre war durch eine reiche künstlerische Produktion geprägt. Auch lernte er in dieser Zeit den spanischen Maler José Villagas Cordero kennen, der sich für sein Werk einsetzte, sowie D’Annunzio, mit dem er 1886 die illustrierte Edition der Isaotta Guttadauro herausgab. 1887 traf er den Architekten Ernesto Basile, der eine Villa plante, die 1890 von Sartorio dekoriert wurde.
Mit I figli di Caino beteiligte er sich an der Pariser Weltausstellung und wurde gemeinsam mit Giovanni Segantini mit einer Goldmedaille ausgezeichnet. Das Gemälde, an dem er drei Jahre gearbeitet hatte, wurde später von ihm in vier Teile zerteilt, eines davon ging verloren, die anderen befinden sich im Privatbesitz bzw. Besitz des Istituto romano di S. Michele.
1889 lernte er den Fotografen, Mäzen und Kunstsammler Graf Giuseppe Primoli kennen, der ihn mit dem Triptychon Le vergini savie e le vergini folli beauftragte. Anfang der 1890er Jahre nahm er an mehreren Kunstausstellungen in Rom, Paris, London und Berlin teil. Bei einer Englandreise 1893–94 lernte er die Werke der englischen Landschaftsmaler und Praeraffaeliten kennen und traf Edward Burne-Jones, William Morris und Charles Fairfax Murray. Bei der ersten Biennale di Venezia 1885 stellte er u. a. das Gemälde La Madonna degli angeli vor.
Von 1896 bis 1899 unterrichtete Sartorio auf Vermittlung des Schriftstellers Richard Voss an der Kunstschule in Weimar. In dieser Zeit entstand neben Landschafts- und Tierstudien u. a. das Diptychon La Gorgone e gli eroi und Diana d’Efeso e gli schiavi, das bei den Biennalen von Venedig 1897 und erneut 1899 großen Erfolg hatte. 1900 nahm er erneut an der Weltausstellung in Paris teil, 1901 an der Biennale in Venedig, und 1902 wurde er zum Mitglied der Accademia di San Luca ernannt.
Zu den Arbeiten aus dem ersten Jahrzehnt des 20. Jahrhunderts zählten mehrere Wanddekorationen, so für die Latium-Halle bei der Biennale von Venedig 1903, den italienischen Pavillon bei der Weltausstellung von Saint Louis 1904, die Kunstausstellung in Mailand und die Casa del popolo in Rom 1906 und die Biennale von Venedig 1907. 1908 erhielt er den Auftrag für ein allegorisches Fries im Rahmen der Neugestaltung des Palazzo Montecitorio durch Ernesto Basile. 1913 wurde ihm eine Ausstellung in Monaco gewidmet, und bei der Biennale von Venedig im Folgejahr wurde sein Werk in einem eigenen Raum gezeigt.
Im Jahr 1915 meldete sich Sartorio als Kriegsfreiwilliger, wurde fast sofort bei den Isonzoschlachten verwundet und gefangen genommen und in das Kriegsgefangenenlager in Reiferdorf bei Mauthausen gebracht. Auf Vermittlung von Papst Benedikt XV. kam er 1917 frei, kehrte als Kriegsmaler zurück an die Front und wurde 1918 erneut verwundet. Unter Verwendung von Fotografien schuf er in dieser Zeit zahlreiche Schlachtenszenen.
1918 heiratete er – nach einer gescheiterten Ehe mit der aus Frankfurt stammenden Malerin Julia Bonn – die Schauspielerin Marga Sevilla. Mit ihr drehte er 1918–19 den ursprünglich für den privaten Gebrauch gedachten experimentellen Film Il misterio di Galatea. Auch bei den Filmen Il Sacco di Roma (1920) und San Giorgio war er Drehbuchautor und Regisseur.
In seinen letzten Lebensjahren unternahm Sartorio zahlreiche Reisen. Bereits 1919 hielt er sich auf Einladung von Fu'ād I. in Ägypten auf und besucht auch den Libanon, Jordanien, Palästina und Syrien. Als Regierungskommissar für bildende Künste reite er 1924 nach Südamerika. 1928 besuchte er Japan, und 1929 unternahm er eine Mittelmeerkreuzfahrt. Große Personalausstellungen wurden ihm in Mailand (1921), New York (1926, 1927 und 1931) und Rom (1931) gewidmet. 1929 wurde er Mitglied der Accademia d’Italia. Seine letzten Arbeiten waren Skizzen für eine Mosaikdekoration der Kathedrale von Messina, die jedoch nicht realisiert wurde.